# Liste der Baudenkmäler im Wuppertaler Wohnquartier Hammesberg
Die Liste der Baudenkmäler im Wuppertaler Wohnquartier Hammesberg enthält die denkmalgeschützten Bauwerke auf dem Gebiet von Wuppertal-Hammesberg in Nordrhein-Westfalen (Stand: November 2011). Diese Baudenkmäler sind in der Denkmalliste der Stadt Wuppertal eingetragen; Grundlage für die Aufnahme ist das Denkmalschutzgesetz Nordrhein-Westfalen (DSchG NRW).

## Auszug aus der Denkmalliste

### Eingetragene Baudenkmäler
| Bild           | Bezeichnung | Lage                | Beschreibung                                      | Bauzeit | Eingetragen seit | Denkmal- nummer |
| -------------- | ----------- | ------------------- | ------------------------------------------------- | ------- | ---------------- | --------------- |
| weitere Bilder | Brücke      | Hammesberg Hainholz | Denkmaleigenschaft festgestellt am 16. April 1997 |         |                  | 0               |